# National Geospatial-Intelligence Agency

Sigill för National Geospatial-Intelligence Agency.

National Geospatial-Intelligence Agency (förkortning: NGA) är en amerikansk federal myndighet och underrättelsetjänst inom USA:s försvarsdepartement som analyserar geografiska data, genomför bildanalys och bidrar med kartografisk kunskap. Den typen av underrättelser som NGA bidrar med benämns som geospatial intelligence (GEOINT).
NGA ingår som en delkomponent av USA:s underrättelsegemenskap.

## Bakgrund och verksamhet

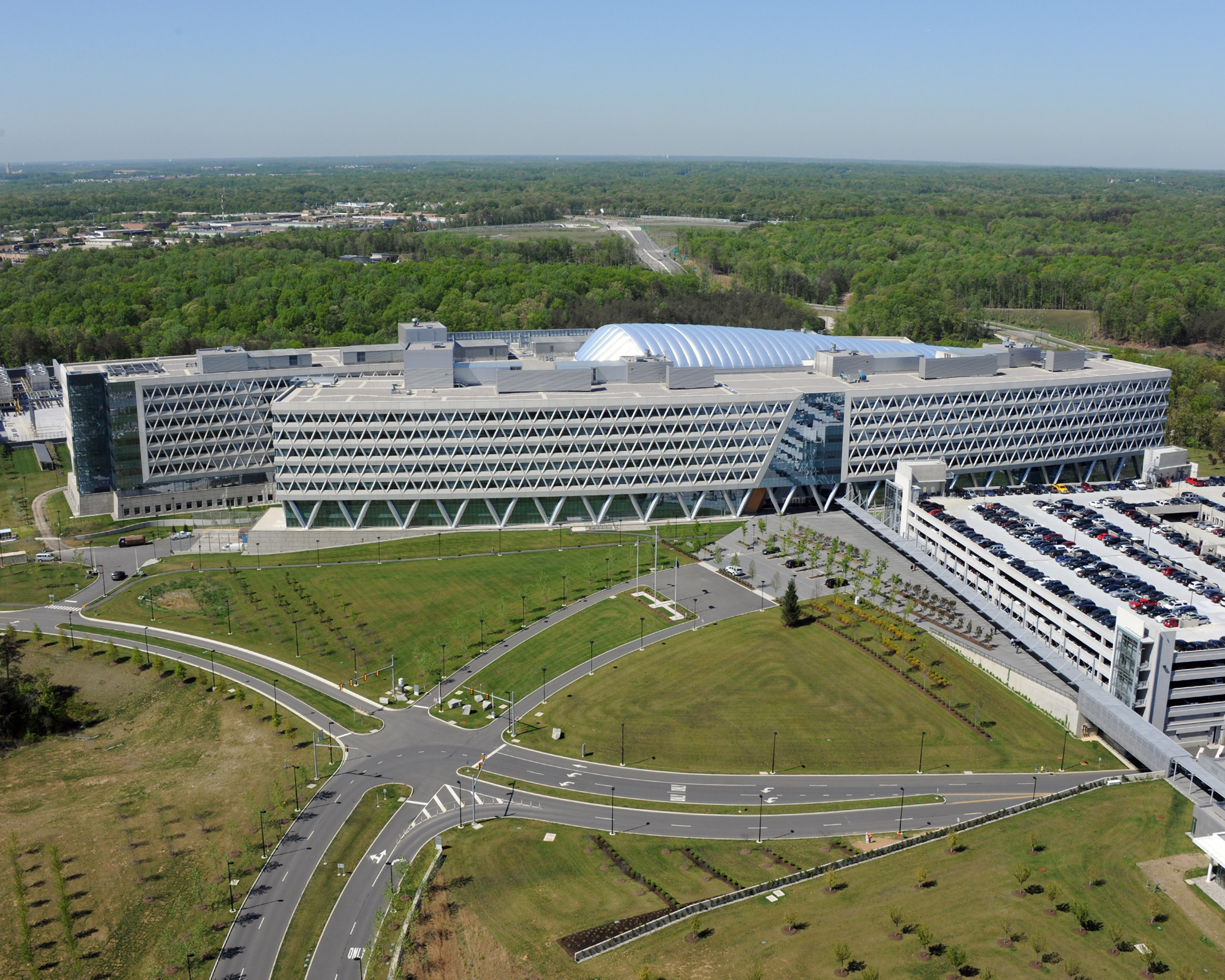
NGA Campus East på Fort Belvoir i Fairfax County, Virginia är sedan 2012 dess högkvarter.

1996 bildades National Imagery and Mapping Agency (NIMA) som 2003 bytte namn till NGA. 2010 blev NGA den första underrättelsetjänsten i USA med en kvinna som dess högsta chef. 
Chefen för NGA utses av USA:s president på rekommendation av USA:s försvarsminister. USA:s nationella underrättelsedirektör tillsammans med försvarsministern bestämmer inriktningen för hur NGA:s resurser ska användas. Organisationens högkvarter är beläget i Fort Belvoir i norra Virginia utanför Washington, D.C. och antalet anställda uppgår till cirka 14 500.